# Golaš
Golaš (en italien: Moncalvo) est une localité de Croatie située dans la municipalité de Bale, comitat d'Istrie. Au recensement de 2001, elle comptait 92 habitants.

## Démographie
| 1948 | 1953 | 1961 | 1971 | 1981 | 1991 | 2001 |
| ---- | ---- | ---- | ---- | ---- | ---- | ---- |
| 162  | 146  | 121  | 104  | 121  | 103  | 92   |